# هالدیا (بنگلادش)
هالدیا (به لاتین: Haldia) یک منطقهٔ مسکونی در بنگلادش است که در ناحیه برگونه واقع شده‌است.